# توم كيني
توماس جيمس كيني (بالإنجليزية:  Thomas James Kenny)‏ وهو المعروف بتوم كيني (بالإنجليزية: Tom Kenny)‏ هو ممثل صوتي أمريكي. ولد في 13 يوليو 1962 في مدينة سيراكيوز في نيويورك في الولايات المتحدة الأمريكية، وهو كذلك ممثل أداء صوتي وأفضل صوت له في كرتون سبونج بوب وهو أيضاً راوي مسلسل فتيات القوة على قناة كرتون نتورك ومنذ عام 2007 قدم برنامج على قناة تيرنز كلاسيك موفيز والذي شجع فيه الأطفال الصغار على رؤية الأفلام بالأبيض والأسود.

## سيرته الذاتية
تخرج توم كيني من المدرسة الثانوية الكاثوليكية في سيراكيوز، وبدأ مسيرته في عالم الكوميديا، في كوميديا الموقف في بوسطن وسان فرانسيسكو بالولايات المتحدة الأمريكية، وقد شارك في أدوار صغيرة فرعية في العديد من العروض الكوميدية التليفزيونية، وعندما ظهرت براعته، كان أول عمل رئيسي له هو سبونجبوب سكوير بانتس، حيث أدّى صوت سبونجبوب.

## بعض أدوار توم كيني
| المسلسل / الفيلم | الدور                                                         | زمنه              |
| ---------------- | ------------------------------------------------------------- | ----------------- |
| سبونج بوب        | سبونج بوب سكوير بانتس - سريع الحلزون - باتشي القرصان - الراوي | منذ 1999 حتى الآن |
| مختبر دكستر      | فال هالن                                                      | 1996 - 2003       |
| منزل فوستر       | إدوردو                                                        | 2004 - 2009       |
| جوني برافو       | كارل كهرينيسززسويكس                                           | 1997 - 2004       |
| فتيات القوة      | الراوي - عمدة تاون سيفل                                       | 1998 - 2005       |
| كامب لازلو       | الرئيس لومبس                                                  | 2005 - 2008       |
| وقت المغامرة     | ملك الجليد                                                    | منذ 2010 حتى الآن |
| العم جدو         | تايني ميراكل - دينيس - ريمو                                   | 2013 حتى الآن     |
| كلارنكس          | سومو                                                          | 2015 حتى الآن     |

## روابط خارجية
- توم كيني على موقع IMDb (الإنجليزية)
- توم كيني على موقع ميتاكريتيك (الإنجليزية)
- توم كيني على موقع روتن توميتوز (الإنجليزية)
- توم كيني على موقع قاعدة بيانات الأفلام العربية
- توم كيني على موقع ألو سيني (الفرنسية)
- توم كيني على موقع ميوزك برينز (الإنجليزية)
- توم كيني على موقع أول موفي (الإنجليزية)
- توم كيني على موقع قاعدة بيانات برودواي على الإنترنت (الإنجليزية)
- توم كيني على موقع قاعدة بيانات الأفلام السويدية (السويدية)
- توم كيني على موقع إن إن دي بي (الإنجليزية)